# Куффер, Эрвин
Э́рвин Ку́ффер (16 сентября 1943 года) — люксембургский футболист, защитник

## Карьера
В 1961 году защитник начал карьеру в футбольном клубе «Ред Бойз» из чемпионат Люксембурга. В 1966 году Эрвин перешёл во французский «Олимпик». В первом сезоне защитник сыграл 11 матчей в чемпионате. В Кубке Франции футболист сыграл в финале и помог команде выиграть трофей. В сезоне 1967/1968 Эрвин сыграл 27 матчей в чемпионате Франции и 7 матчей в Кубке обладателей кубков. В сезоне 1968/1969 защитник сыграл 11 матчей в чемпионате Франции и 1 матч в Кубке ярмарок. В 1969 году Эрвин Куффер перешёл в «Стандард», который по итогам сезона стал чемпионом Бельгии. Следующие три сезона защитник провёл во втором дивизионе Бельгии. В 1975 году Эрвин Куффер завершил карьеру игрока, после чего тренировал клубы «Кёппхен» из Вормельданжа и «Ремих».

## Сборная Люксембурга
В 1965 году Эрвин Куффер сыграл первый матч за сборную Люксембурга против второй сборной ФРГ.Футболист принимал участие в отборочных турнирах чемпионатов Европы 1968 и 1972 гг. Эрвин Куффер сыграл 3 мачта в отборочном турнира чемпионата мира 1966 года и 5 матчей отборочного турнира чемпионата мира 1970 года.

## Достижения
- Обладатель Кубка Франции: 1967